# Вивасват
Вива́сват, Вивасван (санскр. विवस्वत्, IAST: vivasvat) — в ведийской религии солярное божество, олицетворение света на небе и земле, прародитель людей. В Ригведе Вивасват упомянут около тридцати раз.
По происхождению Вивасват — последний (восьмой) сын Адити; он родился без рук и без ног, гладкий со всех сторон, потому что старшие братья Митра, Варуна, Бхага и другие отсекли всё лишнее, и так возник прародитель людей. Из оставшихся его частей возник слон. Таким образом, в Яджур-веде и брахманах Вивасват относится к адитьям.
Впоследствии, в послеведийский период, этот бог сравнялся с богами, стал солнцем, то есть Сурьей, а имя Вивасват стало эпитетом Сурьи. В некоторых текстах Вивасват именуется Мартанда. Он первый совершил жертвоприношение и даровал людям огонь («Ригведа» (X), «Шатапатха-брахмана» (III)). Бог огня Агни выступает в «Ригведе» вестником Вивасвата, олицетворяющего свет (РВ I, 58, 1). Именно ему он впервые явился (РВ I, 31, 3). С этим богом тесно связаны Индра, Сома, Ашвины и особенно Яма; его имя употребляется как эпитет Агни и Ушас.
Женой Вивасвата была Саранью, дочь Тваштара, или Санджна, также дочь Тваштара или Вишвакармана. В обеих версиях потомки от этих жён носят одни и те же имена. От жены Вивасвата родились близнецы Ями и Яма, названный по отцу Вайвасвата. Саранью (или Санджна) затем, не желая жить с мужем, убежала от него в образе кобылицы, но Вивасват, превратившись в коня, нагнал её и добился примирения. В итоге из ноздрей жены Вивасвата родились близнецы Ашвины. По другой версии, Санджна, не в силах терпеть яркий блеск своего мужа, уступила своё место служанке Чайе и сбежала. Вивасват, думая, что Чайя и есть его жена, совокупился с нею, и она родила ему двух сыновей и дочь. Сыновей звали Саварни и Шани, дочь же Тапати. Также со времён Атхарва-веды сыном Вивасвата считается Ману Вайвасвата.